# Aljustrel
Aljustrel (aɫʒuʃ'tɾɛɫ) è un comune portoghese di 10 567 abitanti situato nel distretto di Beja.

## Storia
In età imperiale, la zona di Aljustrel era un importante centro minerario romano per la produzione di ferro, noto con il nome di Vipasca. Qui furono rinvenute tra la fine del XIX e l'inizio del XX secolo due tavole bronzee, risalenti al II secolo d.C. e contenenti la Lex metalli Vipascensis, atto giuridico che regolamentava il settore dell'estrazione mineraria e le attività correlate svolte nella zona, costituendo un importantissimo documento per la conoscenza del diritto romano nel settore dell'attività mineraria.

## Curiosità
Talvolta viene confuso con il villaggio di Fátima, che ha dato i natali a Francisco e Jacinta Marto e alla loro cugina Lúcia dos Santos, i tre pastorelli ai quali apparve la Madonna nel 1917.

## Società

### Evoluzione demografica
| Popolazione di Aljustrel (1801 – 2004) | Popolazione di Aljustrel (1801 – 2004) | Popolazione di Aljustrel (1801 – 2004) | Popolazione di Aljustrel (1801 – 2004) | Popolazione di Aljustrel (1801 – 2004) | Popolazione di Aljustrel (1801 – 2004) | Popolazione di Aljustrel (1801 – 2004) | Popolazione di Aljustrel (1801 – 2004) | Popolazione di Aljustrel (1801 – 2004) |
| -------------------------------------- | -------------------------------------- | -------------------------------------- | -------------------------------------- | -------------------------------------- | -------------------------------------- | -------------------------------------- | -------------------------------------- | -------------------------------------- |
| 1801                                   | 1849                                   | 1900                                   | 1930                                   | 1960                                   | 1981                                   | 1991                                   | 2001                                   | 2004                                   |
| 1878                                   | 4278                                   | 8214                                   | 15276                                  | 18181                                  | 12870                                  | 11990                                  | 10567                                  | 9940                                   |

## Freguesias
- Aljustrel
- Ervidel
- Messejana
- Rio de Moinhos
- São João de Negrilhos